# Valerianella chenopodifolia
Valerianella chenopodifolia är en kaprifolväxtart som först beskrevs av Frederick Traugott Pursh, och fick sitt nu gällande namn av Dc. Valerianella chenopodifolia ingår i släktet klynnen, och familjen kaprifolväxter. Inga underarter finns listade i Catalogue of Life.